# جيمي فونتانا
جيمي فونتانا (بالإيطالية: Jimmy Fontana)‏ (و. 1934 – 2013 م) هو ممثل، وملحن، ومغني، وكاتب غنائي، ومؤلفو موسيقى تصويرية، من إيطاليا، ولد في كاميرينو، توفي في روما، عن عمر يناهز 79 عاماً.

## وصلات خارجية
- جيمي فونتانا على موقع IMDb (الإنجليزية)
- جيمي فونتانا على موقع ميوزك برينز (الإنجليزية)
- جيمي فونتانا على موقع أول ميوزيك (الإنجليزية)
- جيمي فونتانا على موقع ديسكوغز (الإنجليزية)
- جيمي فونتانا على موقع قاعدة بيانات الفيلم (الإنجليزية)
- جيمي فونتانا على موقع كينوبويسك (الروسية)